# العنف السياسي الداخلي الفلسطيني
لقد كان العنف السياسي الداخلي الفلسطيني موجودًا طوال فترة الصراع الإسرائيلي الفلسطيني، على الرغم من حقيقة أن الغالبية العظمى من العنف السياسي الفلسطيني كان موجهًا ضد أهداف إسرائيلية. وقد أشار بعض المحللين إلى هذا النوع من العنف باعتباره "انتفاضة".

## فلسطين البريطانية
من عام 1936 إلى عام 1939، ثار العرب الفلسطينيون ضد الحكم البريطاني لفلسطين وضد الحركة الصهيونية المدعومة من بريطانيا.
ودخل أمين الحسيني، رئيس اللجنة العربية العليا، في صراع مع عائلة النشيشيبي الأكثر اعتدالاً، والتي أيدت تقسيم فلسطين إلى دولتين، يهودية وفلسطينية عربية. وقد أدى هذا الخلاف إلى أعمال عنف كبيرة، بما في ذلك اختطاف زعماء القرى المحليين المدعومين من قبل بريطانيا واغتيال المشتبه بهم في التعاون. وعلى الرغم من الالتزام المشترك بالقضية الفلسطينية من قبل المسلمين والمسيحيين المحليين، كانت هناك حالات قام فيها متطرفون مسلمون بتنسيق هجمات ضد المسيحيين، وكذلك ضد الدروز المحليين. وبشكل عام، فإن 10% من الوفيات الفلسطينية خلال الثورة كانت نتيجة للعنف الداخلي الفلسطيني.

## الحرب الأهلية اللبنانية
نتيجة لحرب فلسطين عام 1948 وبداية النكبة، تم إنشاء مخيمات مختلفة للاجئين الفلسطينيين في لبنان، وبعد عقود من الزمان لعبت الفصائل الفلسطينية دورًا رئيسيًا في الحرب الأهلية اللبنانية (1975-1990).
كانت هناك عدة فصائل فلسطينية مؤيدة لسوريا في لبنان أثناء الحرب، وهي الجبهة الشعبية لتحرير فلسطين، والقيادة العامة، والصاعقة، وجبهة النضال الشعبي الفلسطيني، وجناح طلعت يعقوب في جبهة التحرير الفلسطينية، وفتح الانتفاضة. وباعتبارها وكلاء لسوريا، قاتلت هذه الفصائل وغيرها ضد منظمة التحرير الفلسطينية في معارك مثل معركة طرابلس عام 1983، نتيجة للعلاقات العدائية بين رئيس منظمة التحرير الفلسطينية ياسر عرفات والرئيس السوري حافظ الأسد.
في عام 1985، شكلت الفصائل الموالية لسوريا الجبهة الوطنية للإنقاذ الفلسطينية، ومقرها مار الياس، وهو مخيم للاجئين المسيحيين الفلسطينيين.  وانضمت قوات الأمن الوطني الفلسطيني إلى حركة أمل في قتال منظمة التحرير الفلسطينية في مخيمات اللاجئين الفلسطينيين في جنوب لبنان وغرب بيروت، فيما أطلق عليه صراع "حرب المخيمات".
وانتهت المعارك في غرب بيروت في إبريل/نيسان 1987 مع وصول القوات السورية إلى المنطقة؛ أما في الجنوب، فقد انتهت المعارك إلى طريق مسدود. وفي نهاية المطاف، تقدر الحكومة اللبنانية أن نحو 2500 فلسطيني، من المقاتلين وغير المقاتلين، قتلوا خلال حرب المخيمات، ولكن العدد الحقيقي من المرجح أن يكون أعلى من ذلك.

## الانتفاضة الأولى
إن حوالي خمس الهجمات البالغ عددها 730 هجوماً خلال الأشهر الأربعة الأولى من الانتفاضة الأولى كانت نتيجة للعنف السياسي الداخلي الفلسطيني. وقد اجتاحت الأراضي الفلسطينية المحتلة موجة من "جنون الارتياب"، مما أدى إلى عمليات قتل جماعي للمشتبه بهم في التعاون مع إسرائيل.
بحلول يونيو/حزيران 1990، ووفقًا لبيني موريس، "بدا أن الانتفاضة فقدت اتجاهها. وكان من أعراض إحباط منظمة التحرير الفلسطينية الزيادة الكبيرة في عمليات قتل المشتبه بهم بالتعاون". ويُقال إن ما يقرب من 18 ألف فلسطيني، ممن تورطوا في عمليات تجسس استخباراتية إسرائيلية، قد زودوا الجانب الآخر بمعلومات. وكان المتعاونون يتعرضون للتهديد بالقتل أو النفي ما لم يكفوا عن تعاونهم، وإذا استمروا في التعاون مع القوة المحتلة، كان يتم إعدامهم من قبل قوات خاصة مثل "الفهود السود" و"النسور الحمراء". وتشير التقديرات إلى أن 771 فلسطينيًا (وفقًا لوكالة أسوشيتد برس ) و942 (وفقًا لجيش الدفاع الإسرائيلي) أُعدموا للاشتباه في تعاونهم خلال فترة الانتفاضة.
ونتيجة لاتفاقيات أوسلو بين منظمة التحرير الفلسطينية وإسرائيل، تم تشكيل السلطة الفلسطينية في عام 1994، كحل وسط، لممارسة حكم محدود في الأراضي الفلسطينية. بعد اتفاقيات أوسلو، ومع الفشل في إقامة دولة فلسطينية مستقلة فعلية، نشأت "مشاعر قوية بالخيانة والعبث" بين العديد من الفلسطينيين.

## الانتفاضة الثانية
وشهدت الانتفاضة الثانية قتالاً مباشراً بين قوات إسرائيل وقوات السلطة الفلسطينية.

ذكرت مقالة في مجلة هيومانيست في يناير 2003:
على مدى أكثر من عقد من الزمان، انتهكت السلطة الفلسطينية حقوق الإنسان والحريات المدنية الفلسطينية من خلال قتل المدنيين بشكل روتيني - بما في ذلك المتعاونين والمتظاهرين والصحفيين وغيرهم - دون تهمة أو محاكمة عادلة. ومن بين العدد الإجمالي للمدنيين الفلسطينيين الذين قتلوا خلال هذه الفترة على يد قوات الأمن الإسرائيلية والفلسطينية على حد سواء، كان 16% منهم ضحايا لقوات الأمن الفلسطينية.

 ... وبحسب المسح السنوي الذي أجرته منظمة فريدوم هاوس حول الحقوق السياسية والحريات المدنية، والذي حمل عنوان " الحرية في العالم 2001-2002"، فإن الطبيعة الفوضوية للانتفاضة، إلى جانب الأعمال الانتقامية الإسرائيلية القوية، أدت إلى تدهور الظروف المعيشية للفلسطينيين في المناطق الخاضعة للإدارة الإسرائيلية. وجاء في الاستطلاع:

 "وتراجعت الحريات المدنية بسبب: إطلاق النار على المدنيين الفلسطينيين من قبل أفراد الأمن الفلسطينيين؛ والمحاكمات الموجزة وإعدام المتهمين بالتعاون من قبل السلطة الفلسطينية؛ وعمليات القتل خارج نطاق القضاء للمشتبه بهم بالتعاون من قبل الميليشيات؛ والتشجيع الرسمي الواضح للشباب الفلسطيني على مواجهة الجنود الإسرائيليين، وبالتالي وضعهم في طريق الأذى المباشر".

## الصراع بين فتح وحماس
يتضمن الصراع بين فتح وحماس حزبين سياسيين فلسطينيين - فتح، التي تدير السلطة الفلسطينية، وحماس، وهي فصيل إسلامي. نشأ الصراع في التوترات المحيطة بالانتخابات التشريعية الفلسطينية عام 2006 وبلغ ذروته في معركة غزة عام 2007، والتي شهدت سيطرة حماس على قطاع غزة. ومنذ ذلك الحين، تسيطر إدارة حماس على قطاع غزة، في حين تحتفظ السلطة الفلسطينية بالسيطرة على الجيوب الفلسطينية في الضفة الغربية.
وقد أعقب فوز حماس في الانتخابات التي جرت في 25 يناير/كانون الثاني 2006 تشكيل حكومة جديدة للسلطة الفلسطينية برئاسة إسماعيل هنية. عانت هذه الحكومة من الشلل السياسي نتيجة لعدم تعاون حركة فتح، ومن العزلة الدبلوماسية الشديدة بسبب رفض حماس الالتزام باللاعنف والاعتراف بإسرائيل. وقد أدت عدة حالات من الاشتباكات والاغتيالات لقادة من الجانبين إلى تفاقم الوضع المتوتر. بحلول شهر أكتوبر/تشرين الأول 2006، كانت الولايات المتحدة وإسرائيل والعديد من الحكومات العربية ومعظم مستشاري عباس الرئيسيين يرون أنه لا بد من إجبار حماس على الخروج من السلطة إذا لم تغير مواقفها. وفي أعقاب اتفاق مكة الذي توسطت فيه السعودية بين فتح وحماس، تم استبدال حكومة حماس لفترة وجيزة بحكومة وحدة وطنية في مارس/آذار 2007 في محاولة لإنهاء العزلة الدبلوماسية المنهكة.
وأصبحت الاشتباكات المسلحة بين الجانبين متكررة بشكل متزايد؛ وأخيرا، في يونيو/حزيران 2007، انتزعت حماس السيطرة على قطاع غزة من فتح في معركة استمرت خمسة أيام وانقسمت الحكومة. وكانت هناك مزاعم بأن فتح كانت تستعد لانقلاب للإطاحة بحماس، وأن تصرفات حماس كانت استباقية.  أدى استيلاء حماس على قطاع غزة إلى حل عباس لحكومة الوحدة واستبدال السلطة الفلسطينية في المنطقة بحكم حماس بحلول 15 يونيو. ولكن حماس لم تتمكن من الاستيلاء على السلطة في الضفة الغربية، حيث اقتحمت كتائب شهداء الأقصى ـ الجناح المسلح الرسمي لحركة فتح في ذلك الوقت ـ مبنى البرلمان في رام الله.
في أوائل عام 2009، اندلعت موجة من العنف السياسي الذي مارسته إدارة حماس في قطاع غزة. وقد وقعت سلسلة من الأعمال العنيفة، تتراوح بين الاعتداءات الجسدية، والتعذيب، وإعدام الفلسطينيين المشتبه في تعاونهم مع قوات الدفاع الإسرائيلية، فضلاً عن أعضاء حزب فتح السياسي. وفقًا لمنظمة هيومن رايتس ووتش، قُتل ما لا يقل عن 32 شخصًا في هذه الهجمات: 18 أثناء الصراع و14 بعده، كما أصيب العشرات بجروح، وكثير منهم بطلقات نارية في الساقين. 
في مايو/أيار 2009، اشتبك مسلحون من حركة حماس مع قوات الأمن التابعة للسلطة الفلسطينية في قلقيلية بالضفة الغربية. في عام 2014، كشف جهاز الأمن العام الإسرائيلي (الشاباك) عن مؤامرة مزعومة من قبل حماس لإسقاط حركة فتح في الضفة الغربية. ويتم تحقيق ذلك من خلال نشر خلايا حماس في أنحاء الضفة الغربية للتحريض على انتفاضة ثالثة والتغلب على قوات السلطة الفلسطينية. تم اعتقال أكثر من 90 شخصا. وقال الرئيس عباس إن هذه المؤامرة تشكل "تهديداً خطيراً لوحدة الشعب الفلسطيني ومستقبله".
خلال حرب غزة 2023 حتى الآن، اتهمت حماس حركة فتح بإرسال ضباط أمن إلى شمال غزة بالتعاون مع إسرائيل، قائلة إنها اعتقلت ستة أفراد وكانت "تطارد" الآخرين. وأصدرت السلطة الفلسطينية بيانا تنفي فيه ادعاءات حماس.

## التمرد السلفي الجهادي في قطاع غزة
ابتداء من عام 2007، بدأت عدد من الجماعات السلفية الجهادية في قطاع غزة في الاشتباك مع حماس وتنفيذ هجمات ضد أهداف مدنية مختلفة في جميع أنحاء المنطقة.
في وقت ما من عام 2009، شنت جماعة جند أنصار الله ثورة قصيرة ضد حماس في رفح، معلنة إنشاء " إمارة رفح الإسلامية "، والتي قمعتها حماس.
كما شاركت العديد من الجماعات السلفية الجهادية المناهضة لحماس في غزة في التمرد ذي الصلة في سيناء في مصر.

## صراع عباس ودحلان
كما أشعلت المنافسة بين عباس ومحمد دحلان حوادث عنف بين الفلسطينيين في الضفة الغربية في أواخر العقد الأول من القرن الحادي والعشرين وأوائل العقد الثاني من القرن الحادي والعشرين، وخاصة في مخيم بلاطة للاجئين في نابلس ومخيم جنين للاجئين، حيث يُزعم أن دحلان كان يحظى بدعم قوي من المسلحين. دحلان هو سياسي سابق في حركة فتح ورئيس سابق للأمن الفلسطيني يقيم الآن في الإمارات العربية المتحدة، ويعتبره بعض الفلسطينيين مرشحًا بارزًا لخلافة عباس. وزعم السياسي الفتحاوي ديمتري ديلياني أن مثل هذا العنف كان نابعاً من خيبة الأمل المحلية تجاه السلطة الفلسطينية وليس مؤامرة حقيقية ضد عباس يديرها دحلان.
في 23 أغسطس/آب 2016، اعتقلت قوات الأمن الفلسطينية أحمد حلاوة واعتدت عليه بالضرب حتى الموت. وكان لحلاوة شركاء اعتبرتهم السلطة الفلسطينية "قريبين" من دحلان. وذكرت وزارة الخارجية :
 
في عام 2017، سلم حاتم أبو رزق، أحد كبار قادة كتائب شهداء الأقصى التابعة لدحلان، وستة مسلحين آخرين أنفسهم لقوات الأمن التابعة للسلطة الفلسطينية، "التي اتهمتهم بفرض حكم الإرهاب والترهيب على الفلسطينيين في منطقة نابلس".
وفي عام 2018، ألقي القبض على رزق وثلاثة من كبار النشطاء الآخرين للاشتباه في تلقيهم تمويلاً من دحلان. وفي وقت لاحق، قُتل أحد هؤلاء المسلحين الكبار، أحمد أبو حمادة، بالرصاص خلال اشتباك مع قوات السلطة الفلسطينية.
وفي أواخر أكتوبر/تشرين الأول 2020، أفادت وسائل إعلام إسرائيلية عن قيام موالين لدحلان بتسليح أنفسهم في مخيم بلاطة وفي مخيمات اللاجئين في جنين. وفي وقت لاحق من ذلك الشهر، اشتبك أنصار دحلان مع قوات السلطة الفلسطينية في مخيم الأمعري للاجئين بالقرب من رام الله. وفي 31 أكتوبر/تشرين الأول، وردت أنباء عن أن عباس أمر بشن حملة أمنية واسعة النطاق ضد الموالين لدحلان. وبحسب ما ورد قُتل أبو رزق في نفس اليوم على يد قوات السلطة الفلسطينية في مخيم بلاطة، وأصبح شهيدًا محليًا، مع تشكيل ميليشيا مخيم بلاطة "مجموعات الشهيد حاتم أبو رزق" لاحقًا.
في 14 ديسمبر 2020، اشتبك مسلحون يرجح أنهم مؤيدون لدحلان مع قوات الأمن في مخيم بلاطة، مما أدى إلى إصابة أربعة من ضباط الأمن، وفي وقت لاحق من تلك الليلة تم استهداف مقر السلطة الفلسطينية في جنين بإطلاق النار.

## الصراع بين السلطة الفلسطينية وميليشيات الضفة الغربية
وفي الضفة الغربية، انخرطت ميليشيات فلسطينية محلية مختلفة في صراع مسلح مع السلطة الفلسطينية.
بدأ الصراع بـ"انتشار" الجماعات المسلحة في الضفة الغربية من عام 2021 إلى عام 2022 نتيجة لضعف السلطة الفلسطينية وتواطؤها مع الاحتلال الإسرائيلي بالإضافة إلى العديد من العوامل الأخرى بما في ذلك أزمة إسرائيل وفلسطين عام 2021.
وكانت للسلطة الفلسطينية مصلحة مشتركة مع إسرائيل في قمع المسلحين. ويتجلى التعاون بين قوات الأمن الفلسطينية وقوات الدفاع الإسرائيلية في حقيقة مفادها أن الأولى ظلت ببساطة في ثكناتها أثناء غارات قوات الدفاع الإسرائيلية وتدخلت بشكل نشط في دفاعات المسلحين ضد تلك الغارات.
خلال حرب غزة 2023 حتى الآن، ارتفع معدل الاشتباكات. كانت الاضطرابات التي اندلعت في الضفة الغربية في يوليو/تموز 2024 ضد السلطة الفلسطينية بمثابة تصعيد كبير في الصراع، والتي اندلعت بسبب محاولة اعتقال "أبو شجاع"، قائد لواء طولكرم، في 26 يوليو/تموز. اشتبك المتظاهرون والمسلحون مع قوات الأمن في طولكرم، وجنين، وبيت لحم، وطوباس، ونابلس. وبحلول شهر أغسطس/آب، تم "احتواء" الاضطرابات، وفقًا لمسؤولي طولكرم.